# 英仙座IW
英仙座IW，又名BD+39 811，HD 21912、SAO 56538、HR 1078，是英仙座的一颗恒星，视星等为5.81，位于銀經153.72，銀緯-13.09，其B1900.0坐标为赤經3h 26m 59.3s，赤緯+39° -13.09′ 44″。